# اندر-ا-لوآر
شهرستان اَندر-اِ-لُوآر (به فرانسوی: Indre-et-Loire) دپارتمانی در غرب مرکزی و درناحیه سانتر (فرانسه) در کشور فرانسه واقع شده‌است که به نام دو رودخانه اندر و رودخانه لوآر نامگذاری شده است.